# 이동학 (1981년)
이동학(李東學, 1981년 5월 6일 ~ )은 KBO 리그 전 현대 유니콘스, 넥센 히어로즈, 한화 이글스, LG 트윈스의 투수이다.
2000년 현대 유니콘스의 2차 1순위 지명을 받아 입단했지만 1군 기록 없이 첫 시즌을 보내고 상무에 입대하여 군 복무를 마쳤다. 2003년 8승 3패, 평균 자책 5.35의 성적으로 신인왕을 수상하였다. 이 때 이택근과 신인왕 경쟁을 벌이기도 했다. 그러나 2004년 이후에는 잦은 부상으로 인해 2승에 그쳤고, 시즌을 중간에 자주 접는 등 좋은 모습을 보여 주지 못했다. 결국 2010년 11월 19일 넥센 히어로즈에서 방출되었고, 같은 날 영입 제의를 한 한화 이글스에 계약하여 이적했다. 방출 전에 팔꿈치 부상을 안고 있어서, 재활 중이었으나, 결국 1군경기에 출장하지 못한 채 한화 이글스에서도 방출되었다. 이후 LG 트윈스에 신고선수로 이적한 후 2012년 시즌 종료 후 정식 선수로 전환되었으나 1군 경기에 출장하지 못한채 햄스트링 부상으로 2014년 6월에 현역 은퇴를 선언했다.
현재는 상인천중학교 야구부 코치로 있다.

## 출신학교
- 회원초등학교
- 마산동중학교
- 마산고등학교